# 去甲苯福林
去甲苯福林（也称作间章胺，3-章胺，3,β-二羟基苯乙胺）是章胺的同分异构体，分子式C8H11NO2，是一种拟交感神经药。